# Rani Hamid
Rani Hamid (geboren als Sayeda Jasimuunessa Khatun; Bengalisch: রাণী হামিদ, Rāṇī Hāmid; * 14. Juli 1944 in Sylhet) ist eine bangladeschische Schachspielerin.

## Leben
Die Schachregeln lernte sie zwar von ihrem Vater, als sie fünf Jahre alt war, ernsthaft trainierte sie jedoch erst, als sie 32 wurde, als der sowjetische GM Anatoli Lutikow im Auftrag des Schachbundes Bangladeschs dort Unterricht gab. Sie schrieb das bengalische Schachbuch Daba Khelar Ain Kanun (Anannya, Dhaka 2004).
Verheiratet war Rani mit MA Hamid (1932–2008), der die Bangladesh Handball Federation gründete. Ihr ältester Sohn Kaiser Hamid ist ein in Bangladesch bekannter Fußballspieler. Er spielte in den 1980er- und 1990er-Jahren für die Nationalmannschaft Bangladeschs. Der jüngere Bruder Suhail Hamid gewann die Squashmeisterschaft Bangladeschs. Der jüngste Sohn Bobby Hamid spielte in der 1. Fußballliga Bangladeschs für den Verein Mohd Sporting.
1989 wurde sie mit dem Jatio Podok, einem nationalen Preis, ausgezeichnet.

## Erfolge
Rani Hamid hat mit Bangladesch seit 1984 an allen Schacholympiaden außer 2022 teilgenommen, sie spielte 1984, 1988 sowie 1992 in der offenen Klasse, bei den übrigen Austragungen im Frauenwettbewerb. 2024 holte sie im Alter von 80 Jahren dabei sieben Punkte aus acht Partien.
Mit der Frauennationalmannschaft Bangladeschs hat sie außerdem an den asiatischen Mannschaftsmeisterschaften 2003 und 2009 sowie dem Schachwettbewerb der Asienspiele 2010 teilgenommen.
Die offizielle Frauenmeisterschaft Bangladeschs, die seit 1979 29 Mal ausgetragen wurde, gewann sie bis einschließlich 2008 17 Mal. Die Offene Britische Frauenmeisterschaft, an der alle Schachspielerinnen des Commonwealth teilnehmen dürfen, konnte sie 1983 in Southport, 1985 in Edinburgh und 1989 in Plymouth gewinnen. Bei der Commonwealth Championship 2015 in Neu-Delhi gewann sie eine Goldmedaille bei den Seniorinnen.
1985 wurde ihr der Titel Internationaler Meister der Frauen (WIM) verliehen. Sie war bis 2011 die einzige Schachspielerin Bangladeschs, die diese Auszeichnung des Weltschachbundes FIDE verliehen bekam.